# Federazione calcistica delle Isole Vergini Britanniche
La Federazione calcistica delle Isole Vergini Britanniche, ufficialmente British Virgin Islands Football Association, fondata nel 1974, è il massimo organo amministrativo del calcio nelle Isole Vergini Britanniche. Affiliata alla FIFA e alla CONCACAF dal 1996, essa è responsabile della gestione del campionato di calcio e della nazionale di calcio dell'arcipelago.